# Bakonyszücs
Bakonyszücs (hongrois : Bakonyszücs [ˈbɒkoɲsyːt͡ʃ] ; allemand : Sitsch) est une localité hongroise située dans le comitat de Veszprém.

## Nom et attributs

### Héraldique
Les éléments des armoiries de Bakonyszücs ont une forte portée symbolique. Le tronc d’arbre brisé rappelle les pertes humaines importantes subies après la Seconde Guerre mondiale, notamment l'expulsion d'une partie de la population germanophone. La jeune pousse verte émergeant du tronc exprime la renaissance et l'arrivée de nouveaux habitants, notamment des Hongrois déplacés de Haute-Hongrie. La chapelle du calvaire en ruine évoque la continuité historique et spirituelle du village à travers les siècles.

## Site et localisation

### Topographie et hydrographie
Bakonyszücs est situé au pied du Haut-Bakony, dans la région du Bakonyalja.

## Histoire
La localité de Szücs — renommée Bakonyszücs en 1954 — est mentionnée pour la première fois dans un document écrit en 1249 sous le nom de Schelch. À cette époque, elle faisait partie du domaine seigneurial d'Ugod. Selon les documents anciens, elle appartenait dès la conquête du bassin des Carpates à la tribu de Koppán. Certaines sources considèrent que le centre de la calvaire du village pourrait remonter à l'époque du chef Koppány.
L'origine du nom de la commune est discutée : pour certains, il provient d'un ancien nom de clan ; pour d'autres, il dériverait de l'activité artisanale du village, qui aurait fourni des articles de pelleterie au château d'Ugod au Moyen Âge. À différentes époques, le village fut propriété de serfs du château de Cracovie, du monastère Saint-Maurice, puis du domaine d'Ugod après de longs litiges.
À la fin du XVe siècle, Bakonyszücs devint la résidence du juge ecclésiastique de Bakonybél.
Sur les hauteurs du territoire communal, appelées autrefois mont Bakonyújvár, subsistaient encore au début du XXe siècle les vestiges d'un ancien château médiéval de brigands, attribué à la famille Podmaniczky.
En 1544, au début de la domination ottomane, le village fut totalement déserté.
En 1736–1737, la famille Esterházy installa de nouveaux habitants germanophones, issus principalement de Bavière, du Wurtemberg, d'Autriche, ainsi que des régions moraves et tchèques, auxquels s'ajoutaient quelques Croates germanisés.
Au XIXe siècle, la population vivait surtout de l'agriculture, mais de nombreux habitants travaillaient aussi dans la carrière de marbre rouge située sur les pentes du mont Kőris, exploitée jusqu'au milieu du siècle. Ce marbre de qualité servit notamment à la réalisation d'éléments sculptés de l'église locale, du socle de la croix du calvaire, ainsi que des lions de pierre qui gardent l'entrée du château des Esterházy à Pápa.
Après la Seconde Guerre mondiale, Bakonyszücs subit une grave perte démographique : plus d'un tiers de la population fut déporté en Allemagne.
Le blason actuel du village illustre cette tragédie par un frêne brisé, tandis qu'une branche verte qui en émerge symbolise la renaissance, ainsi que l'arrivée de Hongrois déplacés de Haute-Hongrie (région de Garam) dans le cadre de l'échange de populations avec la Tchécoslovaquie.

## Population

### Minorités culturelles et religieuses
Lors du recensement de 2011, 93,1 % des habitants de Bakonyszücs se déclaraient hongrois, 11 % allemands et 0,3 % roumains ; 6,9 % des habitants n'ont pas répondu (le total pouvant dépasser 100 % en raison des doubles appartenances déclarées).
La répartition religieuse était la suivante : 75,7 % de catholiques romains, 3,2 % de réformés, 0,9 % de luthériens, 1,6 % de gréco-catholiques, 6,3 % de sans confession, tandis que 12 % n'ont pas souhaité se prononcer.
Lors du recensement de 2022, 94,5 % des habitants se déclaraient hongrois, 24,7 % allemands, 1,2 % roumains et 0,4 % d'autres nationalités non autochtones ; 5,5 % des habitants n'ont pas répondu (avec possibilité de doubles appartenances).
La répartition religieuse était la suivante : 66,3 % de catholiques romains, 3,9 % de réformés, 1,6 % de gréco-catholiques, 0,8 % d'orthodoxes, 0,4 % de luthériens, 0,4 % d'autres chrétiens, 1,2 % d'autres catholiques et 5,9 % de sans confession, tandis que 19,6 % n'ont pas répondu.

## Équipements

### Réseaux extra-urbains
Bakonyszücs est un village en cul-de-sac, accessible par la route uniquement depuis une seule direction : en quittant la route 8301, qui relie les régions de Zirc et de Pápa, à hauteur de Bakonykoppány, puis en empruntant la route secondaire 83 117.

## Patrimoine local

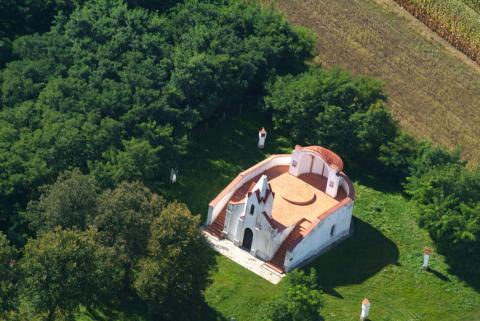
La chapelle du calvaire.

L'église catholique romaine de Bakonyszücs a été construite en 1786 sur l'initiative de Károly Eszterházy, évêque d'Eger. Son maître-autel est orné d'un tableau représentant l'Assomption de la Vierge, réalisé en 1789 par le peintre Ferenc Huszár, originaire d'Eger. Le mobilier de l'église est également remarquable : l'armoire de sacristie sculptée est de style populaire copf (style néoclassique hongrois), tandis que la chaire, les autels secondaires et le ciborium sont de style néoclassique. Les autels secondaires représentent saint Florian et saint Sébastien.
Devant l'église se dresse le monument aux morts des deux guerres mondiales.
La maison paroissiale, édifiée en 1787 dans un style baroque tardif, se trouve en face de l'église. Sa façade sur rue est rythmée par des pilastres, tandis que sa cour intérieure conserve d'anciens arcs aujourd'hui murés.
Parmi les vestiges du passé du village figurent également les ruines de l'ancien château fort médiéval situé sur le mont Bakonyújvár, autrefois attribué à la famille Podmaniczky, bien que ces traces aient largement disparu au cours du XXe siècle.
Enfin, la chapelle du calvaire, bien qu'en ruines, demeure un élément emblématique de l'histoire spirituelle et communautaire de Bakonyszücs.